# Корсунов, Владимир Григорьевич
Владимир Григорьевич Корсунов (1944—2019) — советский футболист и судья, казахстанский тренер по футболу.

## Биография
Родился в Чкаловской области в городе Медногорск. Там же начинался его спортивный путь.
В команде мастеров появился в оренбургском «Локомотиве» в классе «Б» в 1963 году, где отыграл 4 сезона. Нестандартная игра молодого полузащитника была замечена. Он был приглашен в куйбышевские «Крылья Советов», тогда игравшие в высшей лиге. В основном составе дебютировал 28 августа 1967 года в домашнем матче с московским «Динамо» (1:2). В первый сезон в составе «КС» Корсунов провел 12 матчей. Лучшими были встречи с московскими «Торпедо» (2:1), «Локомотив» (0:0), «Нефтяником» (1:0) и «Кайратом» (1:0).
Первый гол в составе «Крыльев» забил в товарищеском матче с болгарским «Берое» 31 марта 1968 года.
Первый гол в чемпионате СССР забил 12 апреля 1969 года в Одессе «Черноморцу» (2:2). Тогда Виктор Карпов, главный тренер «Крыльев», усиленно тасовал полузащиту, подбирая оптимальный состав. Партнерами Корсунова были в этой линии Горшков, Вербовский, Мартынов, Кадыров.
В 1969 году на счету Корсунова было 6 забитых мячей, в том числе киевскому «Динамо» (1:1), ЦСКА (2:1), ростовскому СКА (3:0). Гол киевлянам 2 мая 1969 года на куйбышевском стадионе «Динамо» он провел непосредственно с углового удара. В тот сезон Корсунов стал вторым бомбардиром команды после Бориса Казакова, на счету которого было 13 голов.
При объединении «Крыльев» и «Металлурга» Корсунов пробился в основной состав и провел за сезон в первой лиге 13 матчей. Всего в 1967—1970 годах сыграл за «Крылья Советов» 72 матча в чемпионатах СССР, забил 6 мячей.
По окончании сезона Корсунова призвали в служить ВС СССР. Сначала он служил в тольяттинском «Торпедо», а позже его перевели в Семипалатинск
Вторую половину сезона 1970 года он уже играл в тольяттинском «Торпедо» у Альфреда Фёдорова (14 матчей).
Карьера игрока закончилась в Целинограде (ныне — Астана), где играл за «Целинник» в 1973—1976 гг., а до этого два сезона в семипалатинском «Спартаке» (1971—1972 гг.). В 1977 году Корсунов дебютировал в качестве тренера «Целинника», был и начальником этой команды.
Скончался 8 апреля 2019 года, похоронен на православном кладбище микрорайона Мичурино города Астана.